# رولاند لورو
رولاند لورو (بالألمانية: Roland Leroux)‏ هو كيميائي ألماني، ولد في 29 سبتمبر 1956.